# 船橋 (能)
『船橋』（ふなばし）は、能楽における能の演目のひとつ。「佐野船橋」という田楽能の作品を世阿弥が改作したもので、執心男物に分類される。

## あらすじ
熊野三山で修行した山伏たちが、松島、平泉に向かって旅をしている。上野の国佐野に着いた所で、里の男と女が船橋を造っていた。男と女は昔の跡が恋しいと言いながら、迷いの道に至らず、悟りの道に至るために橋を渡そうと思っていると言う。そして、橋を渡すために、山伏に勧進を求めてきた。そして、ここは昔男女が恋い焦がれながら川に沈んだ場所であると、万葉集の歌を引き合いに出し、二人を救うためにも橋を架けたいと言う。役行者も昔、岩橋に橋を渡したのだからと引き合いに出し、勧進を迫る。
山伏がさきほどの万葉集の歌の意味を尋ねると、男は、昔ここに住むある男が、川をへだてた向こうに住む女に憧れて、毎夜船橋を渡って通っていた話をしはじめる。それを良く思わない親が橋の板をとりはずしたために、男は川に落ちてしまい、そのまま亡くなり地獄で苦しむ｡それでもなを恋しく、邪淫の思いに身を焦がしているという話を語って聞かせた。そして男は、その男こそが自分であると告げ、弔って欲しいと山伏に言う。
山伏は男女の霊を弔うと、女の霊が現れ仏法の力で救われたと感謝する。しかし男の霊は妄執のために成仏できないでいた。そこで男の霊は昔の所業を懺悔するため、女のところに通ったときのことをそのまま再現する。そして妄執のために悪鬼となって自分を責め、苦しみの中に沈んでいた中から、行者の法力によって成仏する。

## 典拠・作者
世阿弥の『申楽談儀』の記述により、『船橋』は『佐野船橋』と言う田楽能を、世阿弥が改作したものであることが知られている。その『佐野船橋』は南北朝時代の初期の作品といわれているが、その元となる『万葉集』の恋歌「上つ毛野の佐野の船橋取り放し親は放くれど吾は離るがえ」(巻14、3420) は、平安時代以降、『万葉集抄』などの注釈書により歌型が少し変わり、その歌をめぐる説話などもあり、『佐野船橋』はそれらをもとに制作されたであろうと言われている。世阿弥も、中世の歌型を変えた万葉歌と、新撰歌枕名寄、釣舟、岩橋説話などの説話や歌学書に拠り、脚色し改作したのであろうとされている。

## 登場人物
- 前シテ  里の男
- 後シテ  里の男の霊
- ツレ 里の女（霊）
- ワキ  山伏
- ワキツレ  同行の山伏
- アイ  里人